# Ауелгау
Ауелгау (на немски: Auelgau, Avalgau) е средновековно франкско гауграфство в днешен Северен Рейн-Вестфалия в Германия. Река Рейн разделя Ауелгау от Аргау.
Ауелгау е споменат за пръв път през 722/723 г. като aualgawe.

## Графове в Ауелгау
- Херман († сл. 948), граф в Ауелгау (922/948), син на Еберхард I († сл. 904), граф в Бонгау и Келдахгау (Ецони)
- Херман I († 949), от 926 г. херцог на Швабия, 939 г. граф в Лангау и 948 г. граф в Ауелгау (Конрадини)
- Еберхард II († 966), 953 граф в Ауелгау, негов син
- Готфрид, 966/970 граф в Ауелгау, негов брат
- Херман I Пузил († 996), племенник на Херман I от Швабия, 996 г. граф в Ауелгау, от 985 г. пфалцграф на Лотарингия
- Ецо († 1034), граф в граф в Ауелгау, Бонгау и Рургау, от 1015 г. пфалцграф на Лотарингия, основател на династията Ецони